# Hołubyczi (stacja kolejowa)
Hołubyczi (ukr. Голубичі) – stacja kolejowa w miejscowości Ripky, w rejonie czernihowskim, w obwodzie czernihowskim, na Ukrainie. Położona jest na linii Homel – Czernihów.
Nazwa pochodzi od pobliskiej wsi Hołubyczi.